# Nikolaj Sologubov
Nikolaj Sologubov, född 8 augusti 1924 i Moskva, död 30 december 1988 i Moskva, var en sovjetisk ishockeyspelare.
Sologubov blev olympisk guldmedaljör i ishockey vid vinterspelen 1956 i Cortina d'Ampezzo.